# Els Quatre Gats

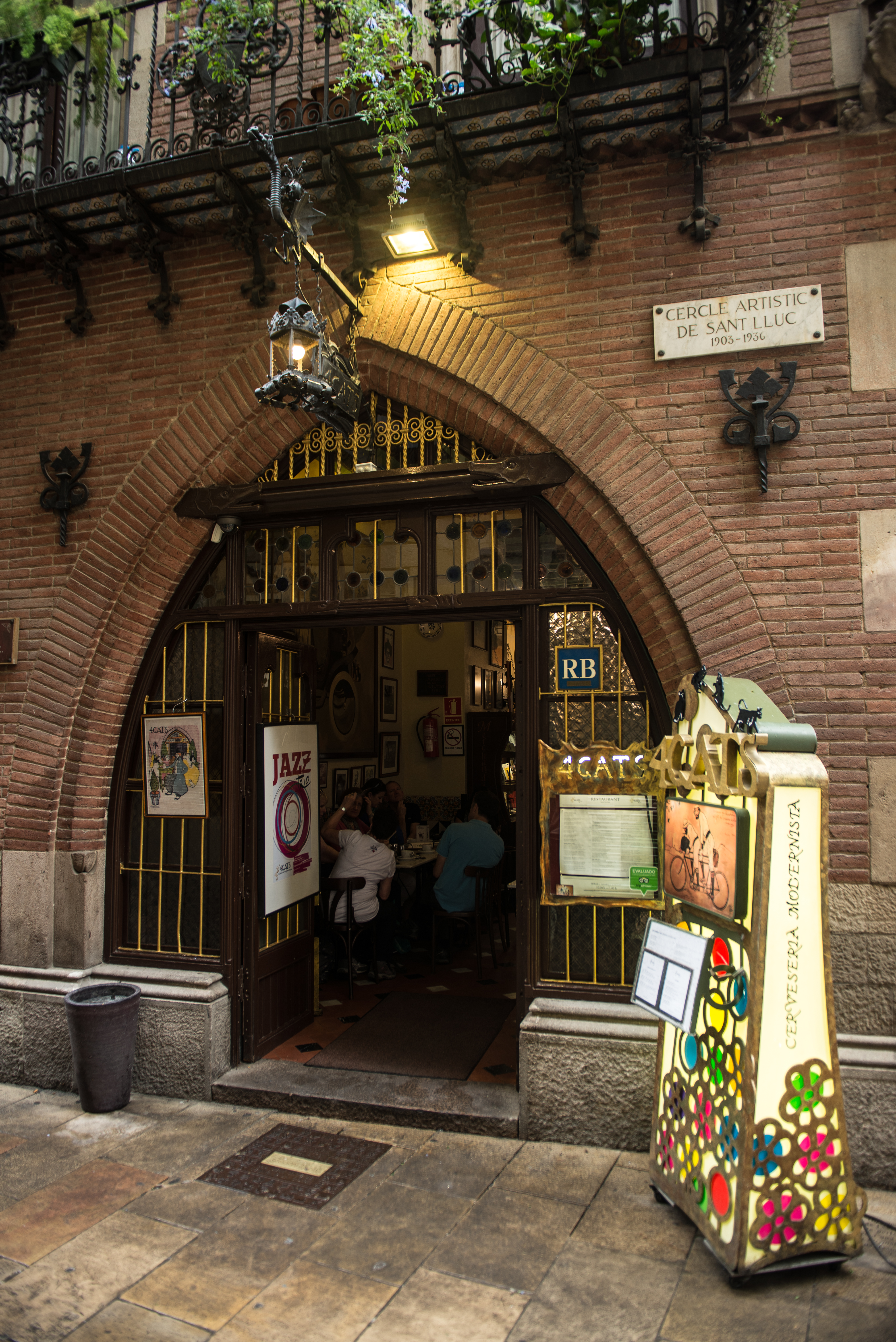
Els Quatre Gats entré.

Els Quatre Gats (əls ˈkatɾə ˈgats, katalanska för "De fyra katterna") ofta skrivet Els 4 Gats, var ett kafé i Barcelona.

## Historik

### Bakgrund och tidiga år
Els Quatre Gats öppnade den 12 juni 1897. Det fungerade också som ett vandrarhem, en cabaret, en pub och en restaurang. Els Quatre Gats, som var aktivt fram till 1903,  blev en av de viktigaste centra för modernisme i Barcelona. Konstnären Ramon Casas finansierade till stor del baren på bottenvåningen av Casa Martí 1896, en byggnad av arkitekten Josep Puig i Cadafalch i Carrer Montsió nära Barcelonas hjärta. Els Quatre Gats rekonstruerades under övergången till demokrati 1978.
"Fyra katter" är en vardaglig katalansk uttryck för "endast ett fåtal människor" och namnet Els Quatre Gats kommer från detta talesätt. De fyra grundarna av kaféet – Pere Romeu, Santiago Rusiñol, Ramon Casas, och Miguel Utrillo – valde även detta namn som en hyllning till Le Chat Noir, "Den svarta katten", ett berömt parisiskt kafé, vars skapare Rodolphe Salis nyligen hade avlidit. De modellerade Els Quatre Gats efter den parisiska kaféet.

## Verksamhet
El Quatre Gats var ett centrum för den katalanska formen av jugend, modernisme. Pablo Picasso besökte ofta denna pub och restaurang ofta under sin tidiga karriär. Andra stora artister som möttes i Els Quatre Gats var Santiago Rusiñol, Miquel Utrillo och skulptören Julio González.
Els Quatre Gats bevarade den katalanska traditionen av tertulior, kafébaserade informella möten i konstnärliga och litterära grupper, och inspirerades också av den parisiska kabarén Le Chat Noir. Konstutställningar, litterära och musikaliska möten, marionettshower och skuggspel ägde också rum där.

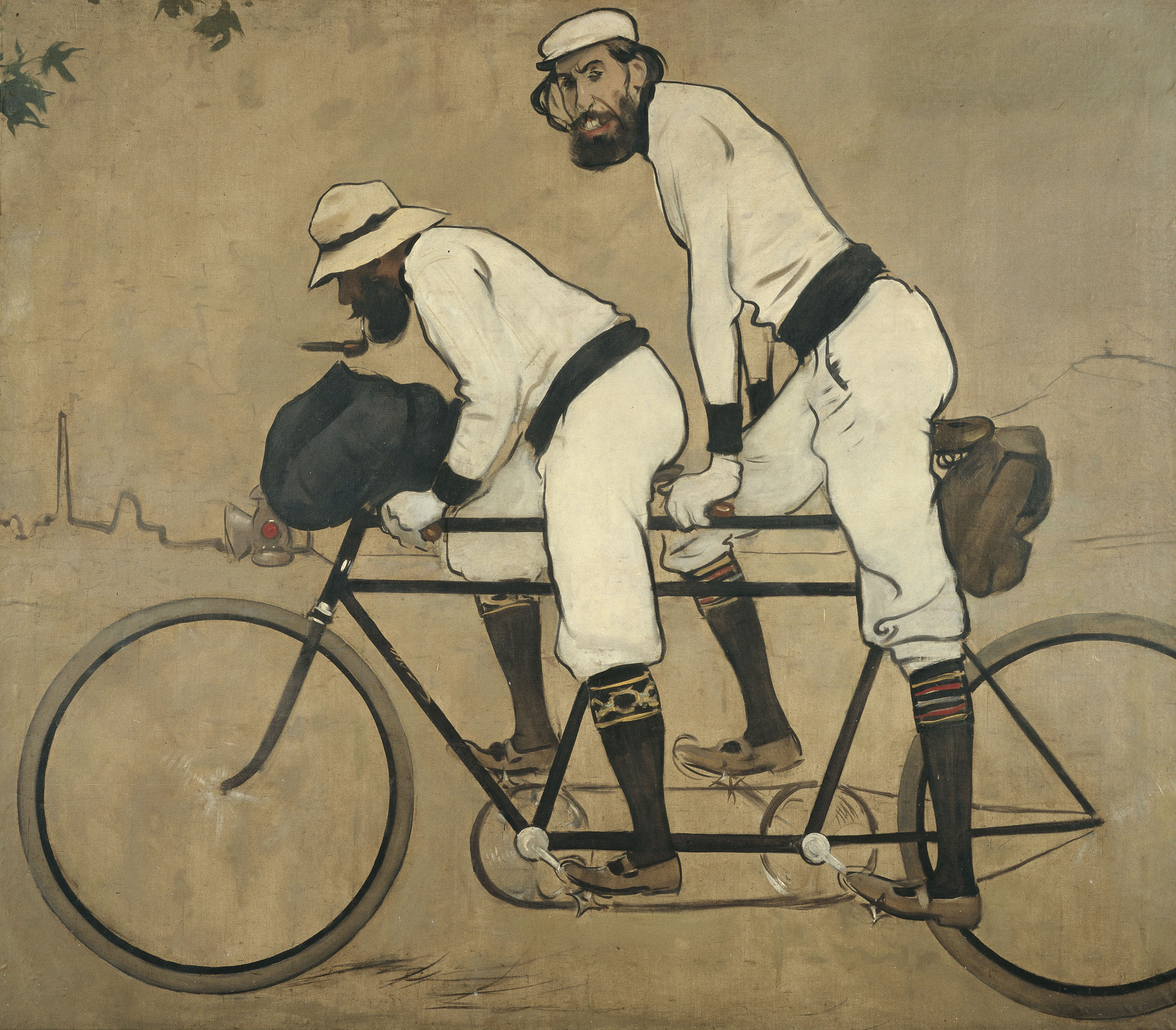
Ramon Casas och Pere Romeu på en tandem, MNAC.

Ramon Casas delägare i företaget var Pere Romeu, som varit värd i baren, liksom Rusiñol och Miquel Utrillo. I  baren visades flera roterande konstutställningar, däribland en av de första enmansföreställningarna med Pablo Picasso. Den mest framträdande konstverket i den permanenta samlingen var ett lättsamt självporträtt av Casas, vilket avbildar honom rökande pipa samtidigt som han trampar en tandemcykel tillsammans med Romeu.
Liksom Le Chat Noir, startade Els 4 Gats 1899 en egen litterära och konstnärliga tidning, med Casas som viktig bidragsgivare. Den började utkomma 1899, blev kortlivad, men följdes snart av Pèl & Ploma. Denna kom att överleva baren. Under perioden 1904-08 utgavs också Forma, också den med Casas som bidragsgivare. Pèl & Ploma sponsrade flera framstående konstutställningar, inklusive Casas egen väl mottagna första separatutställning 1899 på Sala Parés. Denna bestod av en retrospektiv av hans oljemålningar och en uppsättning av träkolsskisser av samtida framträdande kulturpersoner i Barcelona.

### Senare historik
Baren stängde 1903, då Romeu inte kunde hålla den öppen på grund av skulder. Den användes senare av Cercle Artistic de Sant Lluc till utbrottet av det spanska inbördeskriget 1936. Under 1970-talet vidtog en grupp krögare åtgärder för att återuppliva den, och den öppnades igen 1989.